# محمد نجيب السيد أحمد
محمد نجيب السيد أحمد هو سياسي سوري ولد في مدينة سلقين عام 1936م، تخرج في جامعة دمشق عام 1965. درس اللغة العربية في مدارس سلقين والجزائر، شغل منصب نائب محافظ ادلب بين عامي 1972 و1975 وأمينا لفرع حزب البعث العربي الاشتراكي حتى عام 1980. كلف بمنصب وزير التربية السوري حتى نهاية عام 1987 وشغل لمدة عام ونصف وزيرا للتعليم العالي كذلك عمل محافظا للرقة وريف دمشق حتى عام 1999. يكتب الشعر وله كتاب مطبوع عن تجربته في وزارة التربية «كلمات تربوية», توفي في كندا بتاريخ 18/08/2017.